# One57
One57, também conhecido como Carnegie 57, é um arranha-céus em Midtown Manhattan, na cidade de Nova Iorque. O edifício possui 306 metros de altura e 75 andares, tornando-o um dos edifícios mais altos da cidade.[carece de fontes?]

## Problemas com guindaste
No dia 29 de outubro de 2012, devido aos ventos fortes do Furacão Sandy, a parte superior dum guindaste do edifício partiu-se e teve que ser evacuado os edifícios mais próximos.